# São Julião dos Passos
São Julião dos Passos ist ein Ort und eine ehemalige Gemeinde (Freguesia) im Norden Portugals.

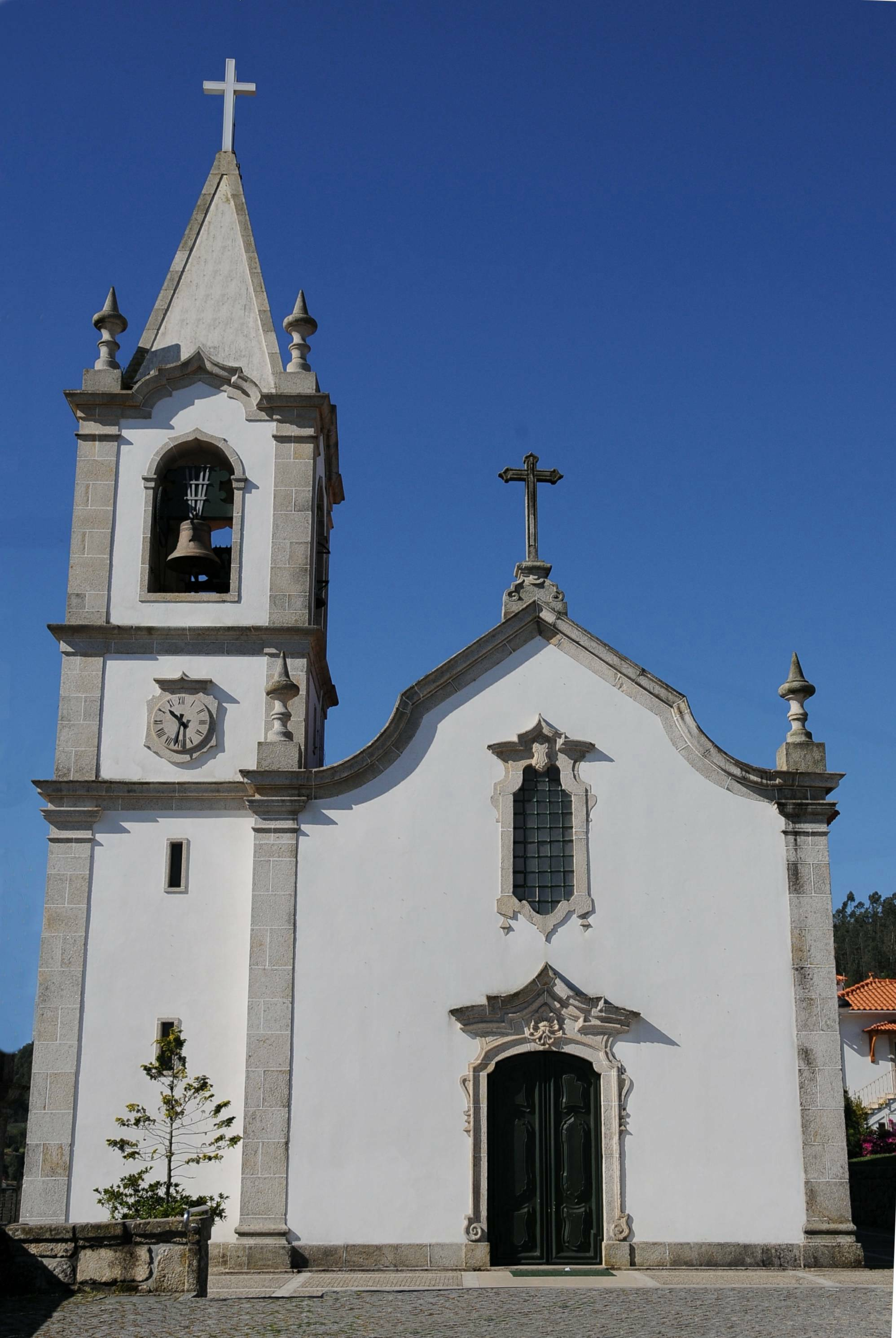
Kirche von São Julião dos Passos

São Julião dos Passos gehört zum Kreis Braga im gleichnamigen Distrikt Braga. Die Gemeinde hatte eine Fläche von 2 km² und 649 Einwohner (Stand 30. Juni 2011). Der Ort ist nur gering urbanisiert.
Am 29. September 2013 wurden die Gemeinden Passos (São Julião) und Cabreiros zur neuen Gemeinde União das Freguesias de Cabreiros e Passos (São Julião) zusammengeschlossen.